# Hydrophorus nervosus
Hydrophorus nervosus är en tvåvingeart som beskrevs av Becker 1922. Hydrophorus nervosus ingår i släktet Hydrophorus och familjen styltflugor. Inga underarter finns listade i Catalogue of Life.